# フリッツ・クリムシュ
フリッツ・クリムシュ（Fritz Klimsch、1870年2月10日 - 1960年3月30日）はドイツの彫刻家である。

## 略歴
フランクフルト・アム・マインに生まれた。クリムシュ家は現在のチェコのチェスカー・リーパ生まれの版画家の祖父、フェルディナント・クリムシュ(Ferdinand Karl Klimsch ; 1812- 1890 )がフランクフルトに移ってきて、印刷業、出版業で成功した家系で、父親のオイゲン・クリムシュ（Eugen Johann Georg Klimsch : 1839 - 1896)や叔父たちもイラストレーターとして有名であった。兄のカール・クリムシュ(Karl Klimsch:1867 - 1936)、パウル・クリムシュ(Hans Paul Klimsch : 1868 - 1917)も画家になった。
ベルリンの美術アカデミーで彫刻家のフリッツ・シャーパー(Fritz Schaper)に学び、1892年から1900年の間はローマの多くの芸術家のアトリエのあったヴィラ・ストロール=フェルン(Villa Strohl Fern)にしばしば滞在した。1898年にヴァルター・ライスティコフやマックス・リーバーマンとともにベルリン分離派の設立メンバーとなった。1912年にプロイセン芸術アカデミー(Preußische Akademie der Künste)の会員となり、1916年から理事(Senator)になった。1921年から1935年まで彫刻家のアルトゥール・レヴィン＝フィンケが創立したベルリンの美術学校(Vereinigten Staatsschulen)で教えた。「ベルリン分離派」が分裂した後、「自由分離派」(Freie Secession)の設立者の一人となった。
ヴァイマル共和政の時代には、ドイツで最も有名な彫刻家の一人になっていて、ナチスが権力を握った後も有力者から注文を受け、ドイツ国民啓蒙・宣伝省が作成した、「重要芸術家リスト」(Gottbegnadeten list)に登録されていた。ヒトラーが創設した「ゲーテ・芸術科学メダル」(Goethe-Medaille für Kunst und Wissenschaft)を1940年に受賞した。
第二次世界大戦が終わった後、家族とオーストリアのザルツブルクに移ったが、1946年にナチスの協力者として国外追放され、ミュンヘンからフライブルクに移った。1955年に西ベルリンに再建された芸術アカデミーの会員からも除外された。
1960年に90歳になった時バーデン＝ヴュルテンベルク州の首相からドイツ連邦共和国功労勲章が贈られた。その年フライブルクで亡くなった。

## 作品

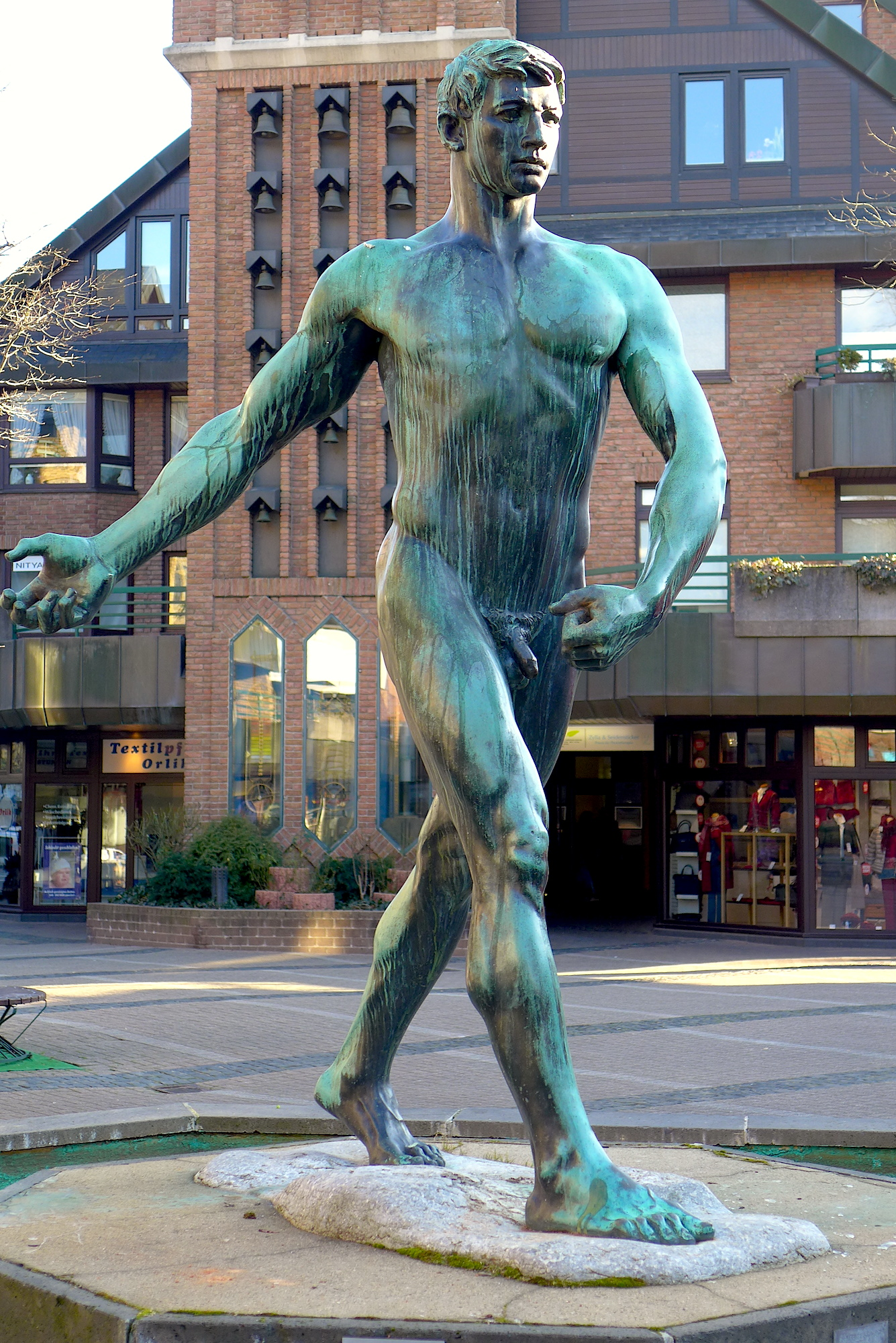
Der Sämann (1912)
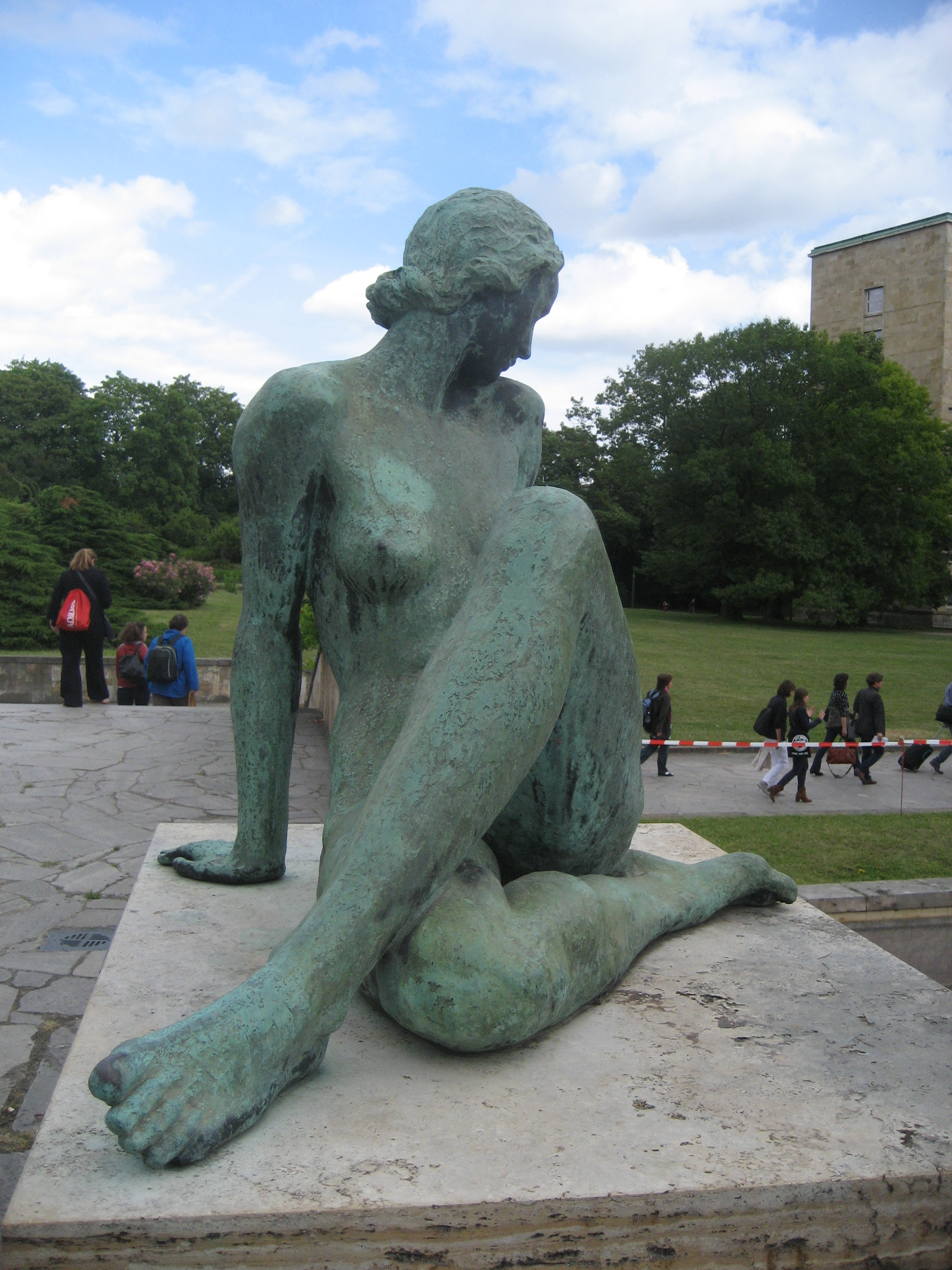
水の中のニンフ
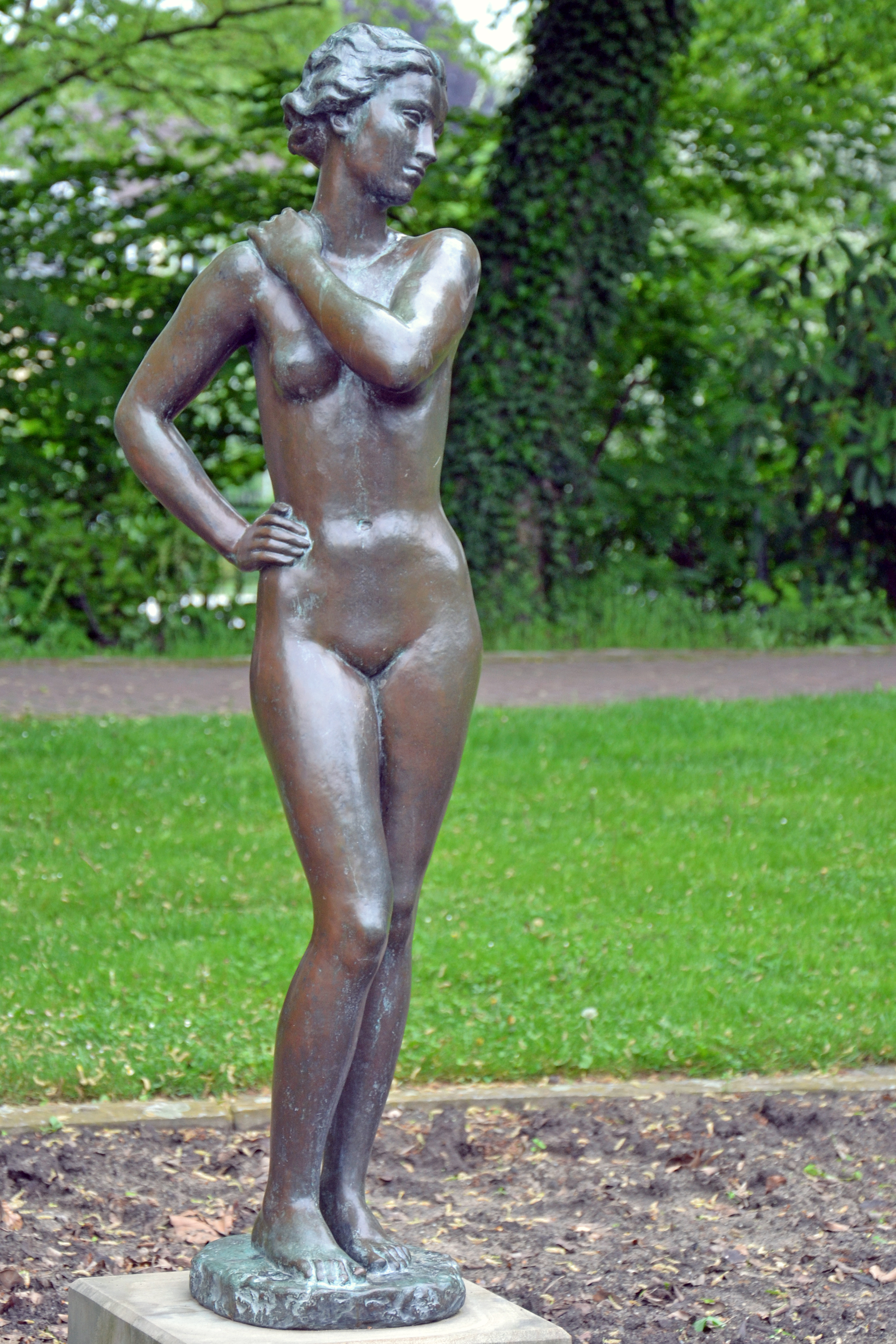
風と太陽の中（1936）
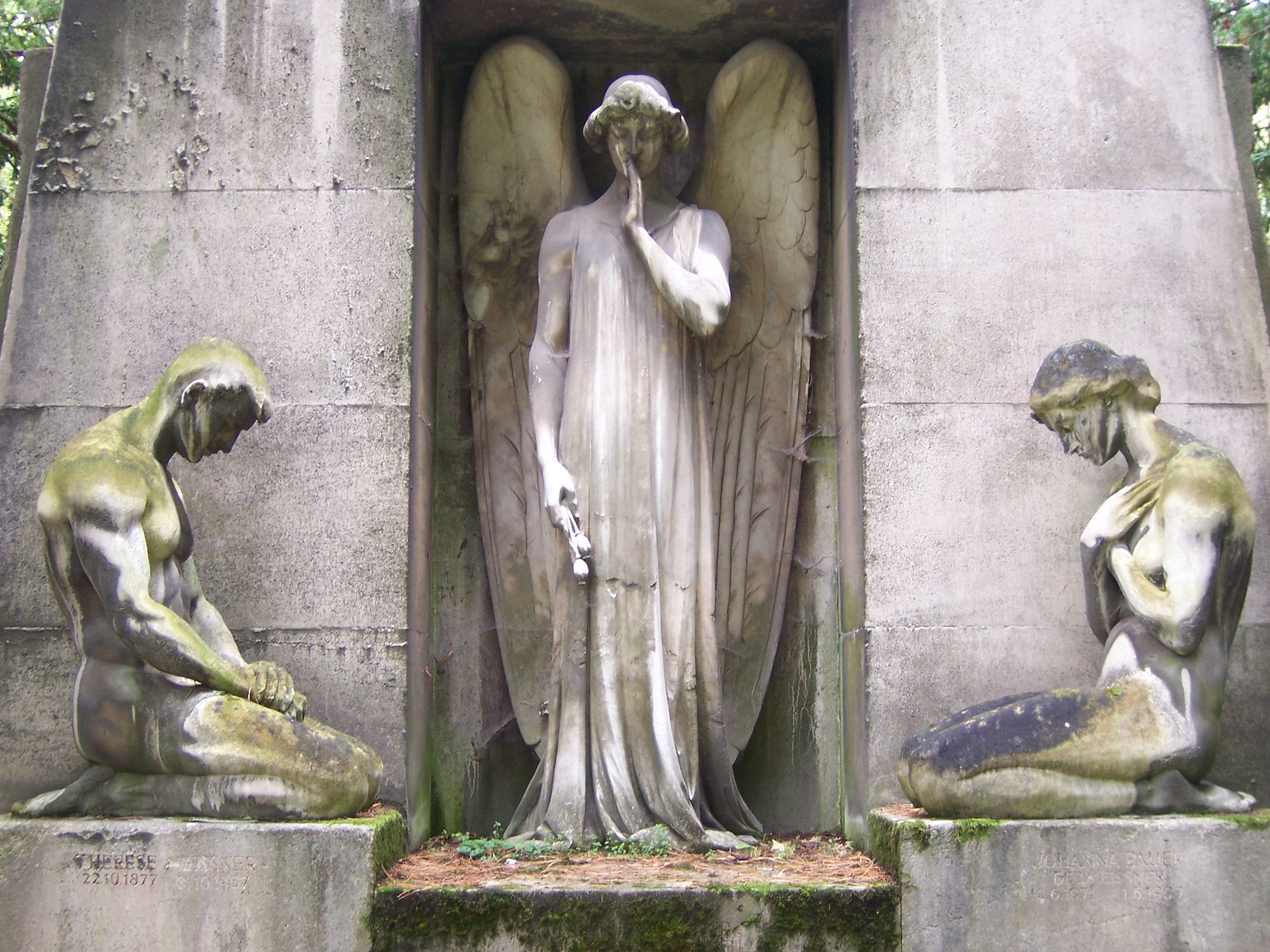